# الجوة (العارضة)
الجوة هي قرية تقع في محافظة العارضة التابعة لمنطقة جازان جنوب غرب المملكة العربية السعودية. تبعد نحو 10 كيلومترات شرق مركز المحافظة، تتميز الجوة بتضاريسها الجبلية وموقعها الجغرافي بين عدد من الأودية والجبال.

## التسمية
يعتقد أن اسم الجوة مشتق من الكلمة العربية "الجَوَة"، والتي تعني المكان المنخفض أو البقعة المحاطة بالمرتفعات، وهو ما يتوافق مع الموقع الجغرافي للقرية المحاطة بسلسلة من الجبال.

## الجغرافيا
تقع قرية الجوة في الجهة الغربية من محافظة العارضة، وتبعد نحو 10 كيلومترات عن مركز المحافظة، وتقع بين سلسلة من الجبال المتوسطة الارتفاع، مثل جبال طحنان ودفيف وأم الدفين، وتحيط بالقرية أودية طبيعية مثل وادي الخرت ووادي الحزنة. وتربطها شبكة من الطرق المعبدة بالقرى المجاورة والمراكز الرئيسية.

## التاريخ
تعد الجوة واحدة من قرى قبيلة الخبراية في منطقة جازان. كان سوق السبت في الجوة من أقدم الأسواق الشعبية في منطقة جازان، وكان مقصدًا للباعة والمشترين من مختلف المحافظات. اشتهر بتنوع السلع المحلية والحرف اليدوية، وفتح أبوابه أيام السبت. توقف السوق عن النشاط قبل حوالي 20 عامًا، لكنه لا يزال جزءًا من الذاكرة الثقافية لأهالي المنطقة.

## الزراعة
تتميز الجوة بخصوبة أراضيها، حيث يُعد القصب من أهم المحاصيل الزراعية، ويشكل 95% من المساحة الزراعية. كما تزرع القرية مجموعة متنوعة من المحاصيل الزراعية مثل الفواكه والخضراوات، ومنها المانجو والعنبرود والباذنجان والطماطم. يعتمد سكان القرية في ري أراضيهم بشكل رئيسي على مياه الأمطار، بينما يستخدم البعض الآبار في فترات الجفاف.

## منطقة الجوة
منطقة الجوة تضم مجموعة من القرى التي تمتد على مسافة تقدر بحوالي 20 كيلومترًا من سد وادي جازان في الجنوب إلى محافظة أحد المسارحة شمال شرقاً. و قد سميت المنطقة بهذا الاسم نسبة إلى قرية الجوة التي تقع في وسطها، ومن القرى البارزة في المنطقة:
- العقلة
- الحصامة
- الأحولة
- قائم مجرشي
- أم الحسير
- الجرابة
- البحثة
- قائم الصيد
- الجوة السفلى
- الشكواني
- المقاطع
- الغرافة
- العروق
- السودي
- الطواهرة
- قبر الجارية
- أبو الغرفة
- مراوى الخبراية
- الجوة الشامية
- سقومة

## وصلات خارجية
- بلدية العارضة – أمانة منطقة جازان